# Mobula japanica
La manta de espina, manta de aguijón o manta arpón (Mobula japanica) es una especie de pez miliobatiforme de la familia Myliobatidae. Se encuentra en los océanos Atlántico, Índico y Pacífico, siendo su distribución posiblemente circumpolar.